# Galerina viscidula
Galerina viscidula är en svampart som beskrevs av P.D. Orton 1988. Galerina viscidula ingår i släktet Galerina och familjen Strophariaceae.   Inga underarter finns listade i Catalogue of Life.